# Grega Bole
Grega Bole (1985. augusztus 13. –) szlovén profi kerékpáros. Jelenleg a Lampre-ISD versenyzője. 2011-ben megnyerte a GP Ouest France–Plouay versenyt. Részt vett a 2012-es londoni olimpián.

## Sikerei
2006
- Szlovén-országúti bajnokság, junior-időfutam
  - 3. hely

2007
- Giro del Friuli Venezia
  - 1., 1. szakasz

2008
- Szlovén-országúti bajnokság, mezőnyverseny
  - 5. hely

2009
- Vuelta Aturias
  - 1., 3. szakasz
  - 2., 6. szakasz
- Tour of Hainan
  - 2., Összetett versenyben
  - 1., 7. szakasz
  - 2., 2. szakasz
  - 2., 9. szakasz

2010
- Critérium du Dauphiné
  - 1., 1. szakasz
  - 2., 3. szakasz
- Tour of Slovenia
  - 1., 1. szakasz
  - 1., 2. szakasz
- Tour de France
  - 125., Összetett versenyben
- Tour de Pologne
  - 2., Összetett versenyben
  - 2., 4. szakasz
  - 2., 5. szakasz
  - 3., 6. szakasz
- Vuelta Espana
  - 97., Összetett versenyben
  - 3., 6. szakasz
  - 5., 3. szakasz
  - 6., 21. szakasz
- Országúti világbajnokság, mezőnyverseny
  - 11. hely

2011
- Szlovén országúti-bajnokság, mezőnyverseny
  -  1. hely
- Tour de France
  - 127., Összetett versenyben
- Eneco Tour
  - 2., 3. szakasz
- Vattenfall Cyclassics
  - 9. hely
- GP Ouest France–Plouay
  - 1. hely
- Országúti világbajnokság, mezőnyverseny
  - 20. hely

## Külső hivatkozások
- Életrajza a siteducyclisme.net oldalon